# John Ainsworth-Davies
 (juillet 2024).
Si vous disposez d'ouvrages ou d'articles de référence ou si vous connaissez des sites web de qualité traitant du thème abordé ici, merci de compléter l'article en donnant les références utiles à sa vérifiabilité et en les liant à la section « Notes et références ».
John Creyghton Ainsworth-Davies, né le 23 avril 1895 à Aberystwyth, Pays de Galles, décédé le 3 janvier 1976 à Stockland, était un athlète britannique.
Il fut champion olympique du relais 4 × 400m lors des Jeux d'Anvers en étant le troisième relayeur de l'équipe. Il avait aussi terminé cinquième de l'épreuve individuelle.
Après les Jeux olympiques, il courut rarement car il se concentra sur sa carrière professionnelle dans la médecine. Après ses études, il devint urologue et fut notamment pendant la Seconde Guerre Mondiale chef du département de chirurgie à l'hôpital de la Royal Air Force à Cosford. 